# Mussaenda kajewskii
Mussaenda kajewskii är en måreväxtart som beskrevs av Elmer Drew Merrill och Lily May Perry. Mussaenda kajewskii ingår i släktet Mussaenda och familjen måreväxter. Inga underarter finns listade i Catalogue of Life.